# Evangelický kostel (Rožnov pod Radhoštěm)
Evangelický kostel v Rožnově pod Radhoštěm představuje jednu z mála církevních staveb v České republice zbudovaných v době tvrdé komunistické represe vůči církvím - v 50. letech 20. století. Kostel, který vznikl podle návrhu architekta Bohumila Bareše s citem pro charakter a tradice Valašska, byl v roce 1994 prohlášen za nemovitou kulturní památku České republiky.

## Historie
O vybudování kostela nebo modlitebny pro kazatelskou stanici v Rožnově se uvažovalo od roku 1928, kdy byl pro budoucí stavbu zakoupen pozemek. V následujících letech vznikla řada návrhů, jak by měl kostel vypadat. Nakonec synodní rada ČCE v Praze roku 1941 schválila návrh architekta Miloslava Tejce z Brna. Ke stavbě však nedošlo, protože mezitím byl vydán zákaz všech církevních staveb na území tehdejšího protektorátu Čechy a Morava.
V roce 1949 vytvořil nové plány stavby pražský architekt Bohumil Bareš. Téhož roku však byly vydány tzv. církevní zákony, které podstatně ztížily rozhodování o stavbě. Kromě souhlasu církevních představitelů bylo ke stavbě zapotřebí souhlasu městského i okresního národního výboru, městské organizace Komunistické strany Československa a Akčního výboru Národní fronty. Po mnoha úpravách původních plánů byla nakonec v dubnu 1952 stavba dřevěného roubeného kostela povolena. Kostel byl posvěcen synodním seniorem Viktorem Hájkem 5. července 1953.

## Popis kostela
Kostel je roubenou stavbou obdélníkového půdorysu vybudovanou na podezdívce z pískovcových kvádrů. Sedlová střecha se štíhlým jehlanem na hřebeni je krytá šindelem. Předsíň je oddělena od kostelní lodi prosklenou stěnou, v níž jsou čtyřkřídlé vstupní dveře.
Vnitřní prostor kostela má dřevěný strop s přiznanou konstrukcí vazníků. Je osvětlen trojdílnými bočními okny a pásem vikýřových oken ve střeše. Presbytář je zdobený malovaným textem apoštolského vyznání víry a bratrským symbolem beránka. Autorem výzdoby je Jiří Zejfart.

## Galerie

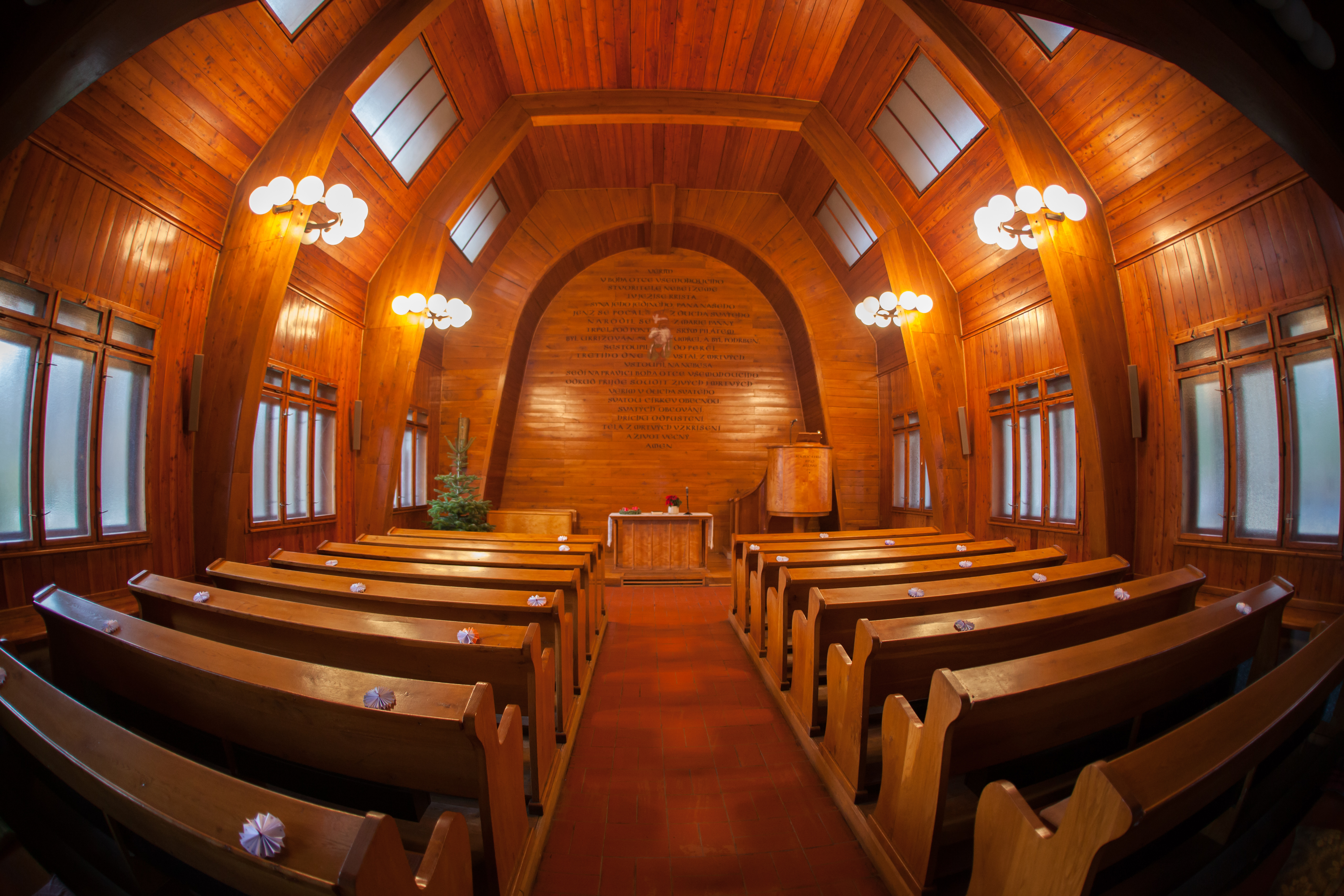
Interiér kostela od vstupu
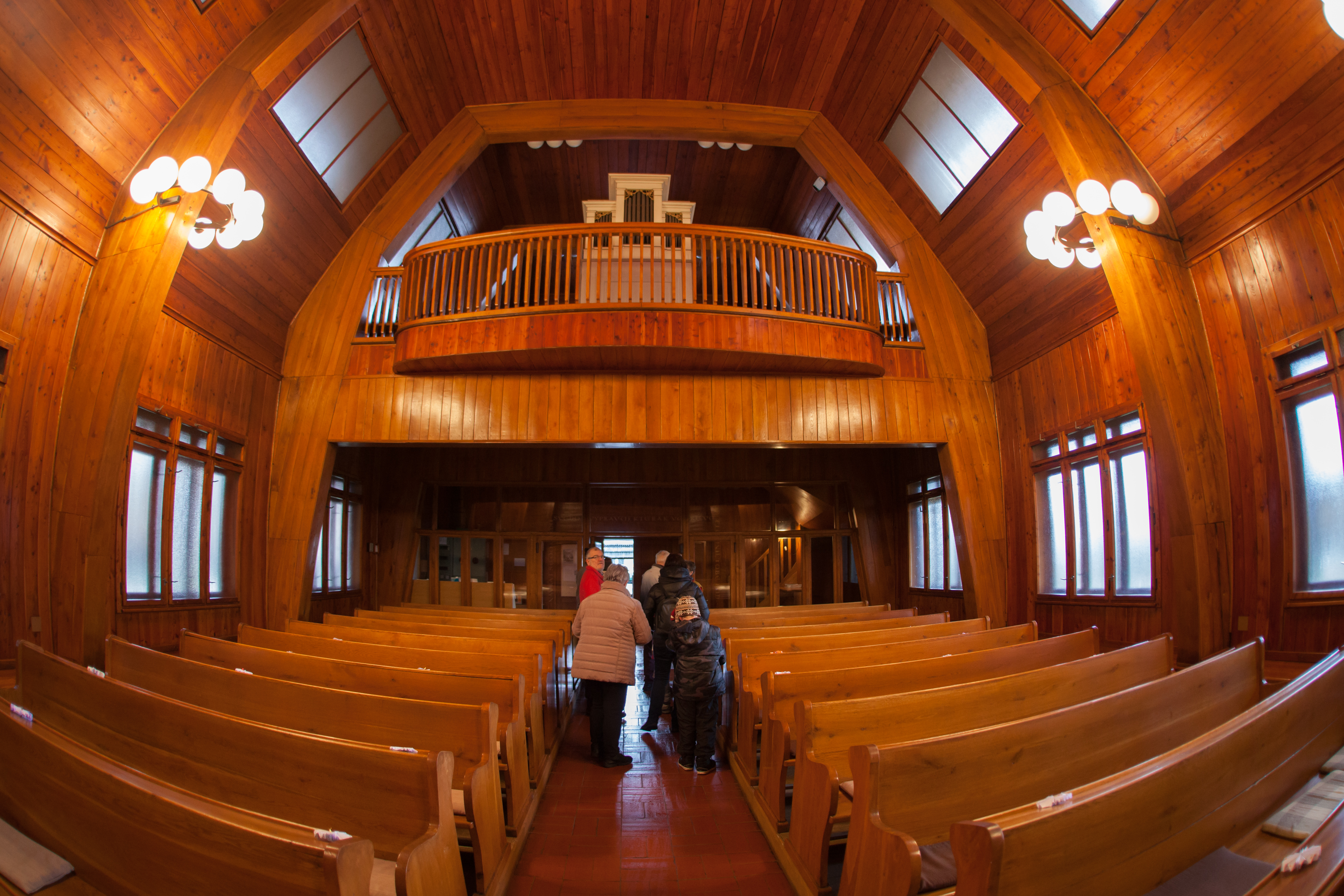
Kůr a varhany (jih)
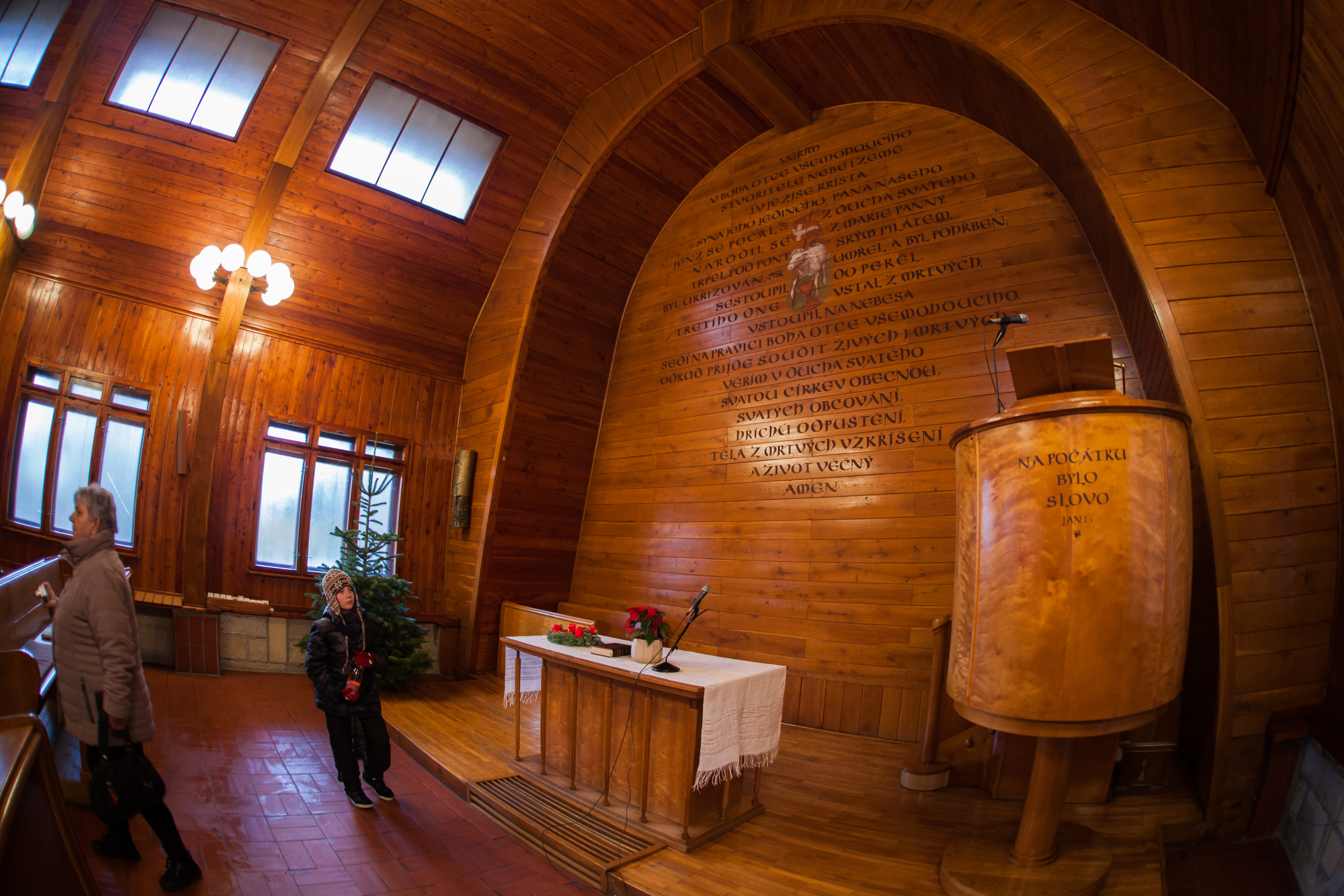
Oltář
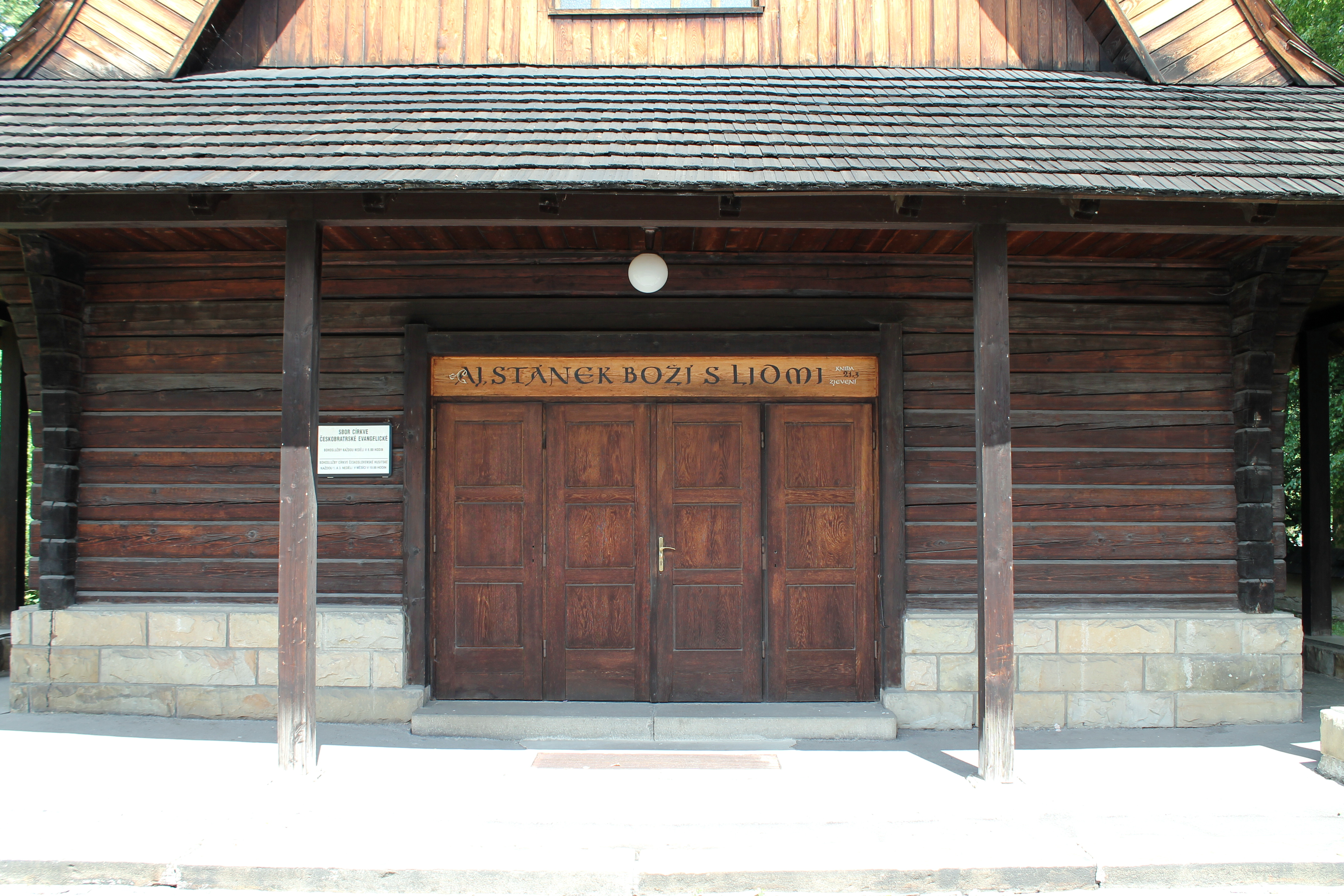
Brána
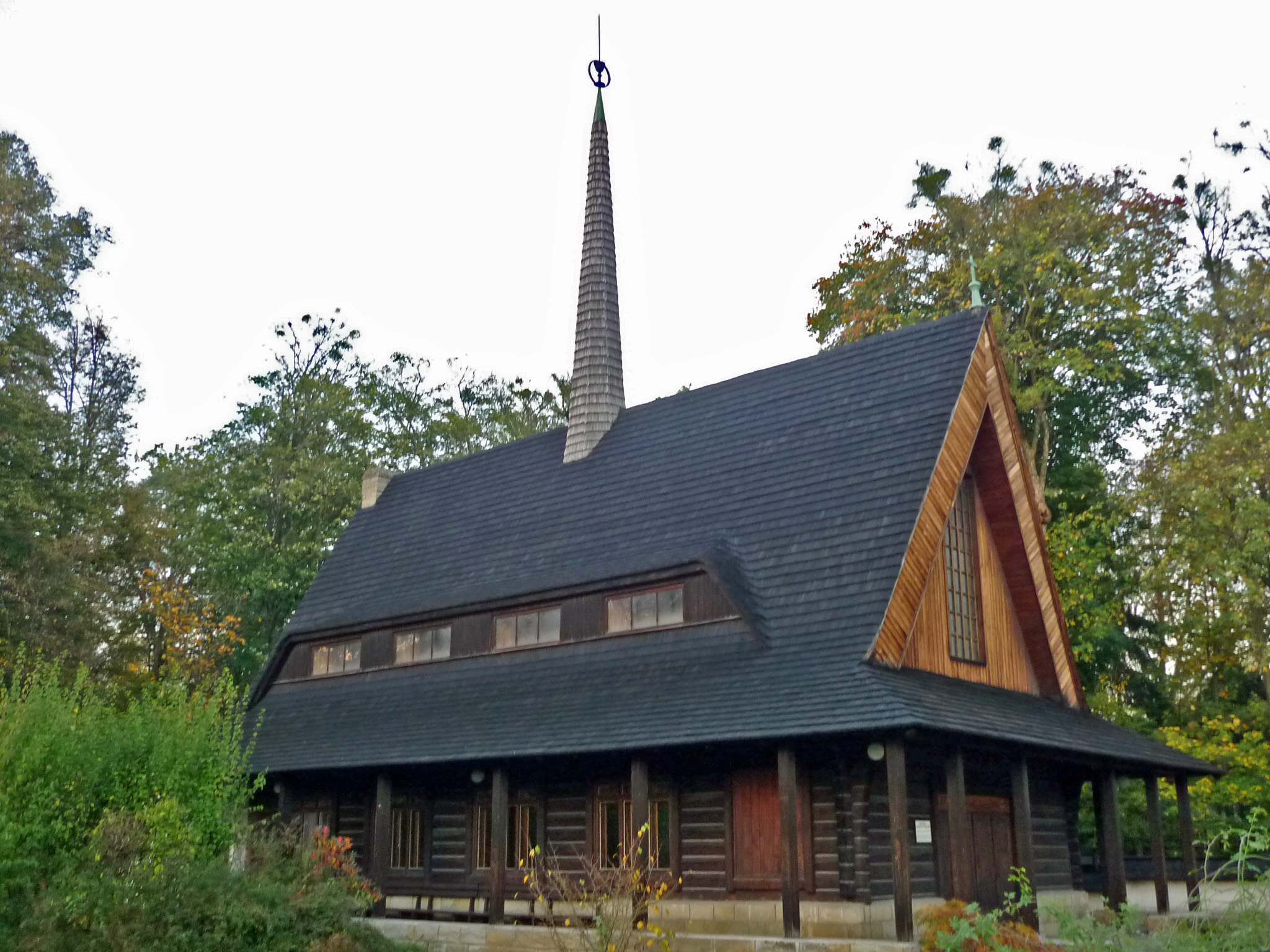
Pohled na kostel ze západu